# Stosicia paschalis
Stosicia paschalis is een slakkensoort uit de familie van de Rissoidae. De wetenschappelijke naam van de soort is voor het eerst geldig gepubliceerd in 1901 door Melvill & Standen.